# Georg Hellmesberger Jr.
Georg Hellmesberger Jr. (27 de Janeiro de 1830 - 12 de Novembro de 1852) foi um compositor e violinista austríaco.

## Biografia
Georg nasceu em Viena, ele foi o filho de Georg Hellmesberger, Pai, e irmão de Josef Hellmesberger, Pai Ele estudou violino com seu pai, e composição com Ludwig Rotter (1810 - 1895). Em 1847 ele fez uma turnê de concertos pela Alemanha e Inglaterra. Em 1850 ele tornou-se o concertmaster e diretor da Vaudeville música, em Hanover.
Seus trabalhos incluem óperas (Die Bügschft de 1848 e Die Beiden Königinnen em 1851), sinfonias, música de câmara e peças a solo para violinos.